# Ari Colares
Arildo Colares dos Santos, mais conhecido como Ari Colares (São Paulo, 23 de março de 1964)  é um percussionista brasileiro. Estudou bateria no Clam, fundado pelo Zimbo Trio, percussão erudita na Escola Municipal de Música de São Paulo e formou-se bacharel em percussão pela Universidade de São Paulo, onde teve aulas com o professor Carlos Tarcha.
Sua trajetória na música iniciou-se aos 17 anos, no Grupo Abaçaí, que pesquisava e montava espetáculos de teatro, dança e música inspirados pela cultura popular brasileira. Nesses espetáculos, atuava como ator e percussionista. 
Desde 1993 leciona percussão popular na Escola de Música de São Paulo (Emesp) Tom Jobim (antiga ULM), onde, de 2008 a 2013 foi coordenador dos cursos de percussão popular, erudita e bateria.
Seu trabalho é bastante reconhecido no exterio, com: 22 workshops em Hong Kong em 2000; cursos internacionais Orff de Madrid em 2005 e de Salzburg em 2007; em 2008, no festival “Percussons” em Paris e “Brazilian’s Week”, na cidade de Tucson, nos EUA, onde lecionou e fez concertos; em 2009, lecionou e fez concertos no Instituto de Música de Chicago e na Universidade Morehead State University em Kentucky; em 2012 deu oficinas em Barcelola, Londres, Cornwall, Dublin, Berlin e no curso “Tradiciones Orales en le Educacion Musical”, na UNIA – Universidade Internacional de Andaluzia, na Espanha; em 2014 tocou e lecionou no Kultur kräm, festival de workshops realizado na Suécia.
Em 2007, 2008 e 2009 foi consultor programático de música no Fábricas de Cultura da Secretaria de Estado da Cultura de São Paulo.
Como músico, já se apresentou em muitos países e com diversos artistas, destacando-se: Winton Marsalis, Egberto Gismonti,  Cesar Camargo Mariano, Yamandu Costa, Toninho Ferragutti, Nailor Proveta, André Mehmari, Mônica Salmaso, Zizi Possi, Sapopemba, dentre outros.
Desde 1993 participa do ABC Musical, sob a regência de Gil Jardim, com coros infantis e orquestras, destacando o Dvd “Lingua Mãe”, com a Orquestra do Teatro Nacional de Brasília, 30 crianças de Angola, 30 de Portugal, e mais 60 de de Brasília. Nesse projeto, atuou por muitos anos em parceria com Naná Vasconcelos, com quem também montou trio, junto com o cellista Lui Coimbra.
Tocou de 1999 a 2009 com o grupo Palavra Cantada, tendo realizado centenas de shows pelo país e três dvds (Canções do Brasil, “Palavra Cantada 10 anos” e “Pé com Pé” e três cds (“Palavra Cantada 10 anos”, “Pé com Pé” e “Carnaval Palavra Cantada”).
Sob a direção de Benjamim Taubkin, faz parte de vários projetos. Atuou na Orquestra Popular de Câmara, no grupo América Contemporânea, no projeto “Cantos do Nosso Chão”, atualmente “Clareira”. Participa do projeto Al Qantara, com músicos brasileiros e Marroquinos. Todos estes projetos foram registrados em Cds, realizou turnês pelo Brasil, América Latina, Europa, América do Norte e Ásia.
Faz parte também do grupo A Barca, um diálogo estético com a música da cultura popular brasileira, tendo realizado turnês por todo o Brasil, América Latina e Europa. Há doze anos toca com a pianista Heloisa Fernandes, tendo com ela gravado dois cds: Fruto e Candeias. Toca há 5 anos com o compositor e violonista Chico Saraiva, tendo participado dos cds “Tregua”,  “Sobre Palavras” e ”Saraivada”.
Acompanhou a cantora Zizi Possi na turnê do show Bossa.
Em 2013, fez turnê na Itália com o maestro Gil Jardim e a Orquestra Haydn de Bolzano e Trento, tendo como solista o gaitista italiano Luca Littera, tocando música brasileira.
Gravou recentemente e fez a turnê brasileira do cd Silencia, da cantora e compositora Ceumar, tendo também participado de seus álbuns Dindinha e Sempre Viva.
Lançou em 2011 um livro para ensino de percussão no Projeto Guri, aplicado em 350 polos no interior do Estado de São Paulo.

## Discografia
- Iaiá
- Danças, Jongos e Canções
- Salsa, Samba, Groove